# Bisoro (Cameroun)
Pour les articles homonymes, voir Bisoro.
Bisoro (ou Bissoro, Bisoro Balue) est un village du Cameroun, situé dans la région du Sud-Ouest. Il est rattaché administrativement à la commune de Ekondo-Titi, dans le département de Ndian.

## Géographie
Le village de Bisoro est localisé à 4° 45' 20 N de latitude et 9° 10' 25 E de longitude. Bisoro est situé sur les monts Rumpi, à 37 km au sud-est de la péninsule de Bakassi, dans le golfe de Guinée. Bisoro Balue partage ses frontières avec Pondo Balue au sud, Bafaka Balue à l'ouest, Diboki Balue au nord et Weme Balue au nord-est.

## Population et infrastructures

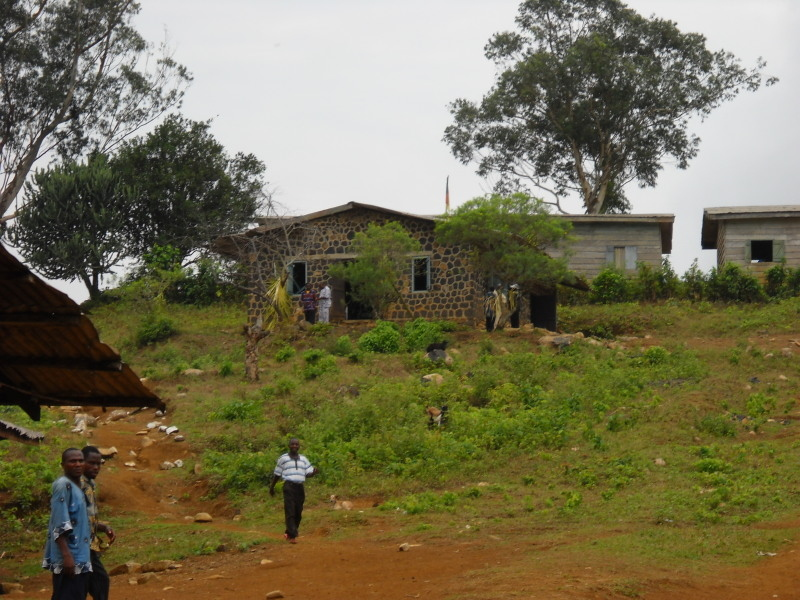
Église presbytérienne et école primaire publique.

Le village de Bisoro comptait 332 habitants en 1953, 355 en 1968-1969 et 300 en 1972, principalement des Balue.
Une étude de terrain de 2011 y a dénombré 837 personnes.
Une route en terre battue lie Bisoro Balue à la ville de Kumba, la principale ville économique de la région. Avec l'aide du gouvernement allemand, un partenariat s'est lié entre les districts de l'Église presbytérienne de Schopfheim, Lörrach et Dikome-Balue et a permis au village de se doter d'un système d'adduction d'eau, d'une école primaire créé en 1958, d'un centre de santé créé en 1982 et d'une école secondaire en septembre 2007.